# Pseudozelota
Pseudozelota is een kevergeslacht uit de familie van de boktorren (Cerambycidae). De wetenschappelijke naam van het geslacht werd voor het eerst geldig gepubliceerd in 1936 door Breuning.

## Soorten
Pseudozelota omvat de volgende soorten:
- Pseudozelota mima (Breuning, 1938)
- Pseudozelota punctipennis (Schwarzer, 1930)
- Pseudozelota capito (Pascoe, 1865)